# Antetriceras signatus
Antetriceras signatus is een hooiwagen uit de familie Gonyleptidae. De wetenschappelijke naam van Antetriceras signatus gaat terug op Roewer.